# Sandra Mann

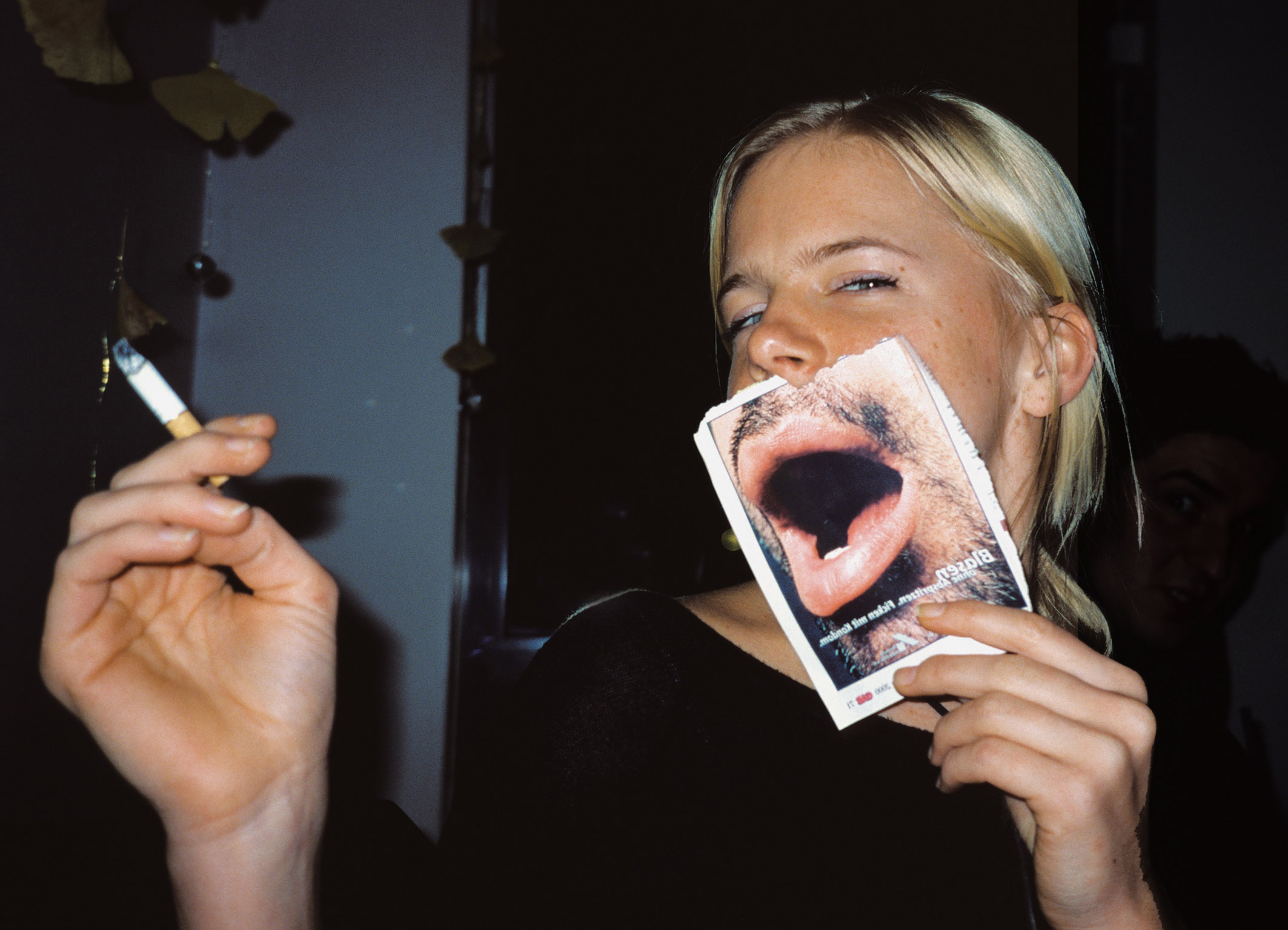
Sandra s vousy, žánrová fotografie, 2000

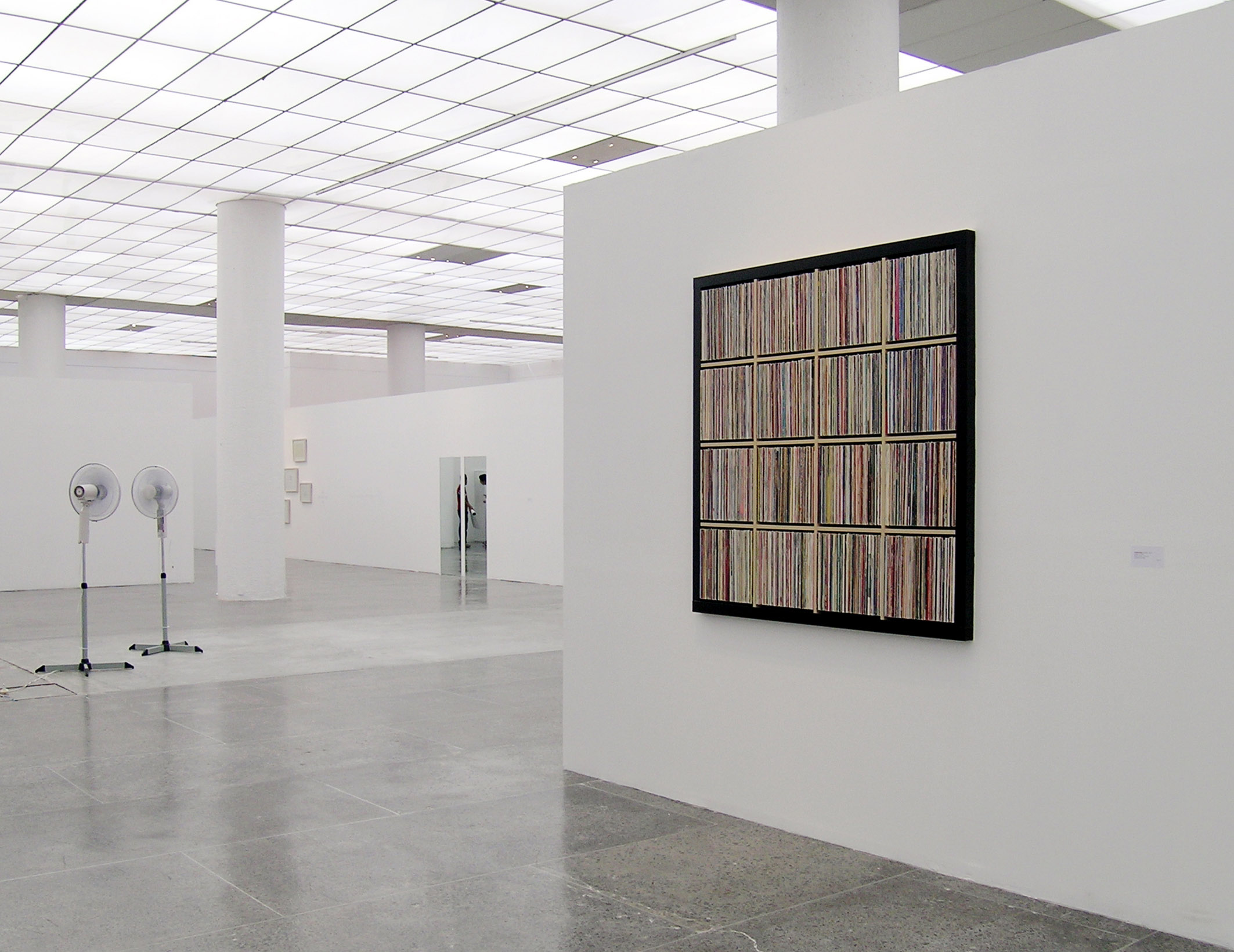
Expedit II, Museo Universitario de Ciencias y Arte, Mexico City, Mexico, 2005

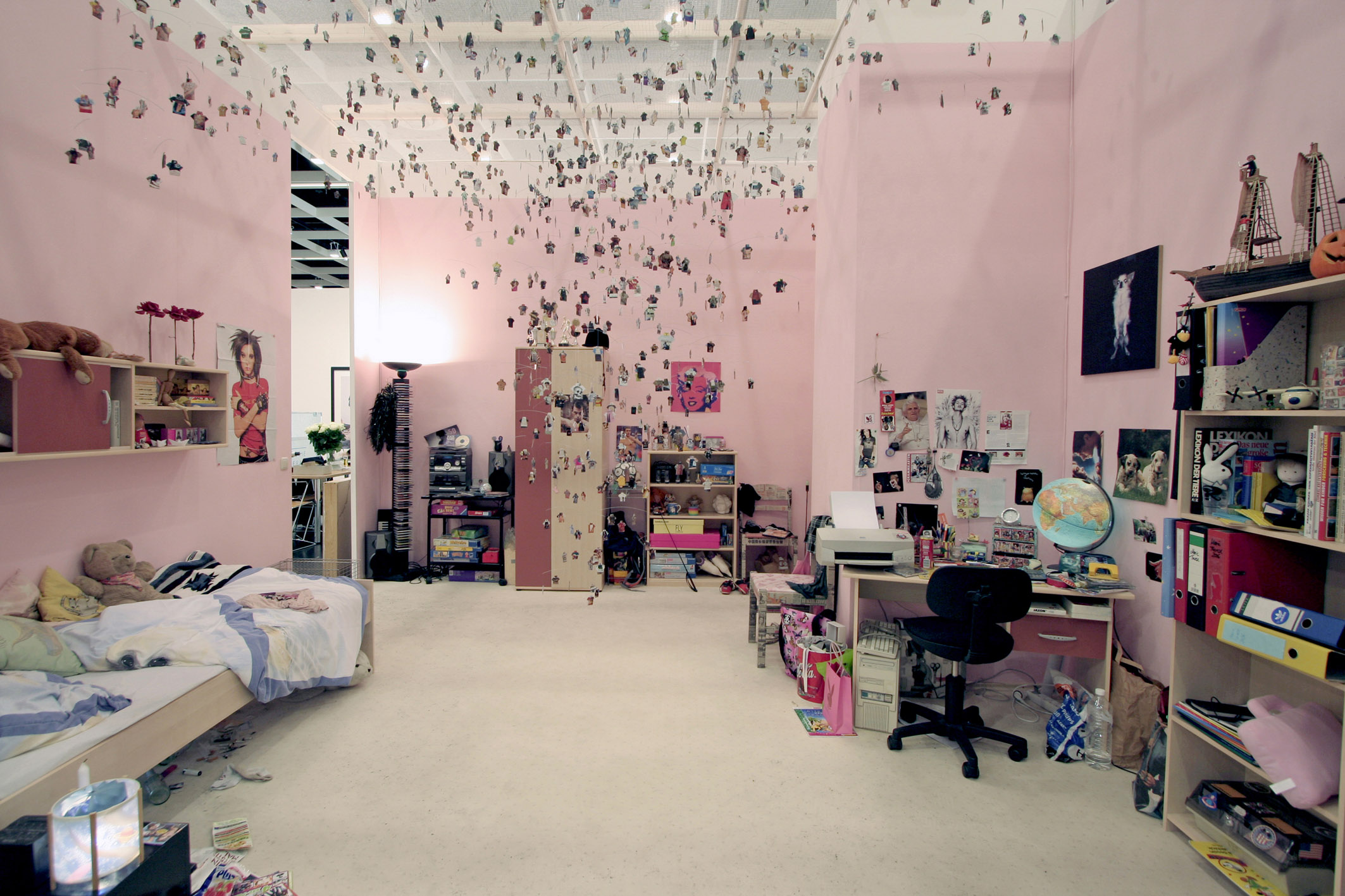
Marie Therese, instalace/socha, 2006

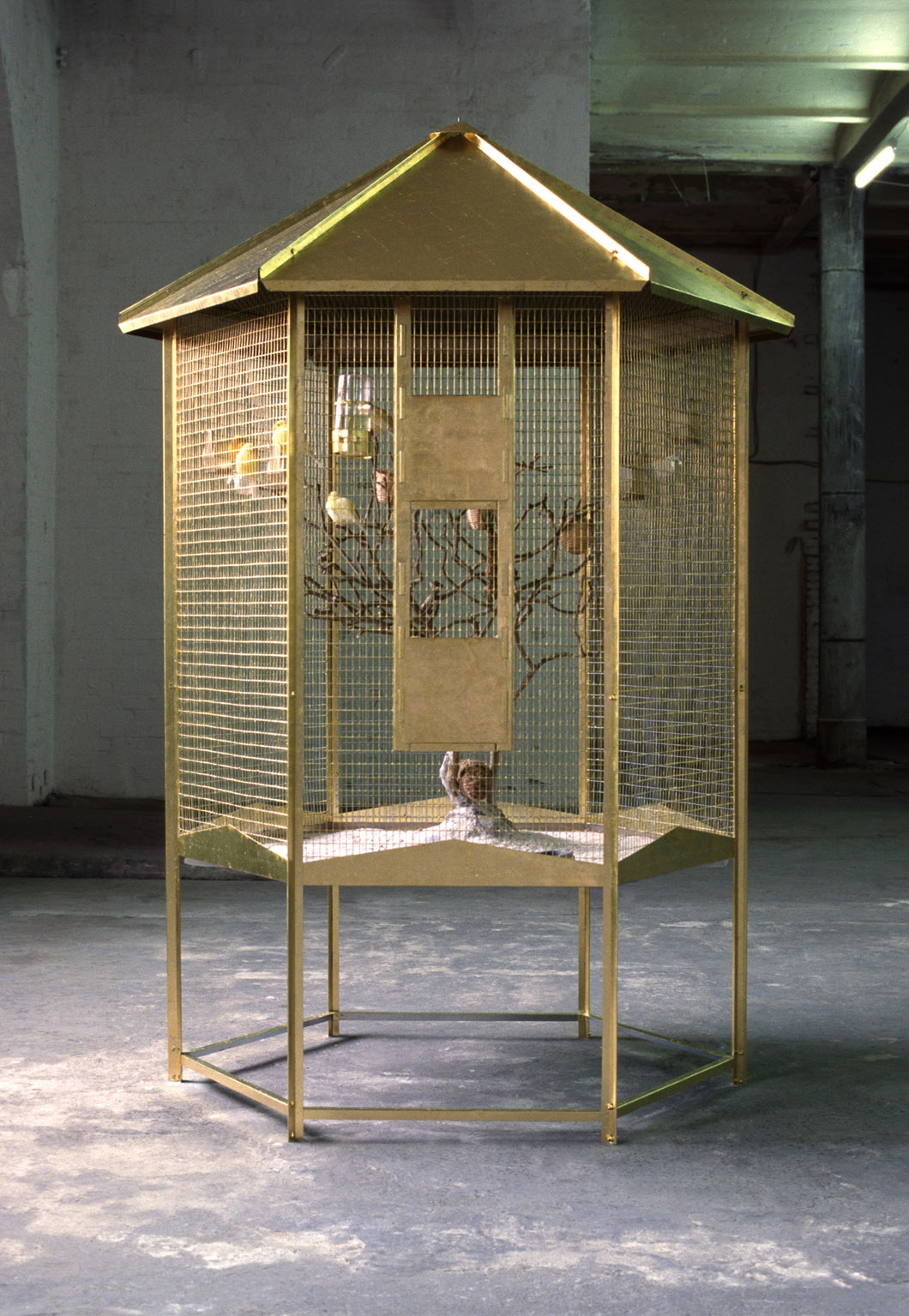
Canettis Cage, instalace/socha, 2003

Sandra Mann (* 27. října 1970 Groß-Gerau) je německá umělkyně a fotografka. Ve svých dílech, která přesahují jednotlivé žánry, se zabývá koncepčně vztahem lidí k přírodě, životnímu prostředí, přírodě či sexualitě. Její práce je založena na fotografii jako obrazové řeči.

## Život a dílo
Studovala dějiny umění na Univerzitě Johanna Wolfganga Goetheho Frankfurt a vizuální komunikace u Heinera Bluma, Rudolfa Bonvieho a Lewis Baltze na vysoké škole Hochschule für Gestaltung v Offenbach am Main. Ještě během jejích studií získal Jean-Christophe Ammann několik jejích děl pro Muzeum moderního umění ve Frankfurtu nad Mohanem a také je vystavoval. Pracovala na částečný úvazek v barech a klubech, aby si mohla studium financovat. Během této doby fotografovala lidi nočního života, jako jsou vrátní, barmanky a DJ ve stylu svatých. Následovaly první objednávky z hudebních a lifestylových časopisů, stejně jako fotografické zakázky pro přední společnosti, jako jsou Atelier Markgraf, Daimler Chrysler/Lab01, Expo 2000). Pořizovala portréty, módní fotografie a interiéry.

## Dílo
Využívá široké spektrum uměleckého vyjádření. Její práce je zaměřena především na oblast fotografie. Je však také autorkou několika prací z různých oblastí médií, jako jsou instalace, sochy, videa, multimédia nebo umělecké intervence  a design.

## Výstavy a projekty (výběr)
- 1999 Kommunikation in der Kunst, Kunstverein Heidelberg
- 1999 Spur 015, Kunstverein Marburg
- 2000 See-Touch-Listen, Fotografien im Daimler-Chrysler-Pavillon, LAB 01, Expo Hannover
- 2001 freie Wahlen Junge Kunst, Staatliche Kunsthalle, Baden-Baden
- 2001 Expedit und Exodus, Szenenwechsel XX, Museum für Moderne Kunst Frankfurt nad Mohanem
- 2002 Release, Leuchtspur, Hauptzollamt Frankfurt nad Mohanem
- 2003 natürlich-körperlich-sinnlich, Kunsthalle Mannheim
- 2004 Emporter des femmes à Paris, Goethe-Institut, Atény
- 2004 Nightlife, Artisti per Alcamo, Castello die Conti di Modica, Goetheinstitut Palermo
- 2005 Morir de Amor, MUCA, Museo Universitario de Ciencias y Arte, Mexico City
- 2005 Stadtluft, Landesausstellung, Tiroler Landesmuseum Ferdinandeum, Hall
- 2005 Balla Balla, Der neue Orient (Lido), Kunsthalle Düsseldorf
- 2005 Video/ökonomie – Vertriebe im Weltformat, ZKM, Karlsruhe
- 2006 Marie Therese, New Talents Förderkoje, Art Cologne, Galerie Stefan Röpke
- 2006 Fullhouse, Kunsthalle Mannheim
- 2007 P., T., A. & Landscapes, Photofestival Milan, Galleria San Carlo New Contemporary, Mailand
- 2007 Gestalte/Create-Design Medien Kunst, MAK, Museum für Angewandte Kunst, Frankfurt nad Mohanem
- 2008 IMAGINe/g of thinking, HIAP, Kaapelitehdas, Helsinki
- 2008 Elk Test, Kaapelin Galleria, Helsinki
- 2008 Daylife, Operation Room, Vehbi Koc Foundation, American Hospital, Istanbul
- 2010 Darmstädter Tage der Fotografie, Kunsthalle Darmstadt
- 2011 Alptraum, Deutscher Künstlerbund e.V., Berlín
- 2011 No Fashion please!, Strapinski`s Schicksal, Kunsthalle Wien

## Sbírky (výběr)
- Museum für Moderne Kunst Frankfurt
- Kunstverein Marburg / Artothek
- Künstlerhilfe Frankfurt
- Kunsthalle Mannheim
- DZ Bank
- Freshfields Bruckhaus Deringer LLP
- Museo Universitario de Ciencias y Arte (Mexico City)
- Vehbi Koc Foundation